# Гибель Чёрного консула
«Гибель Чёрного консула» — советский цветной художественный фильм режиссёра Камиля Ярматова, снятый в 1970 году на киностудии Узбекфильм. 
Фильм завершает историко-революционную трилогию Камиля Ярматова (первые две картины — «Буря над Азией» и «Всадники революции»). Азнавур-палван появляется ещё во второй части, но в третьей он становится самостоятельным персонажем. Во второй части появляется чекист Трофимов.
Премьера фильма состоялась 15 марта 1971 года.

## Сюжет
Первая сцена фильма происходит на переполненной беженцами железнодорожной станции в Кагане, где "всадник революции" Азнавур в буденовке получает задание товарища Трофимова остановить "заговор младобухарцев", чтобы избежать террора со стороны бухарского эмира, прозванного "черным консулом". Также он узнает о бесчинствах сарбазов эмира и о резне в Чарджоу. В следующей сцене на перевале молодые люди в белых чалмах готовятся убить эмира. Один из них, Камал Убейдулла, критикует террор, но чтобы не быть обвиненным в трусости, он лично намеревается убить тирана из ружья. Камала останавливает переодетый в дехкана Азнавур. Эмир дарует своему спасителю часы, а младобухарец попадает в подземелье. 
В Бухару прибывает караван с оружием полковника Красовского. Однако эмир сокрушается о "режиме коммунистов" вблизи своих врагов. Эмир устраивает публичную экзекуцию мятежников, среди которых учитель и доктор. Один с достоинством принимает смерть через повешение, а другой молит о пощаде. Казнь вызывает смятение в толпе и эмир приказывает разогнать людей с помощью выстрелов. Азнавур решает спасти Камала и приходит ночью с оружием к начальнику полиции Бухары Худояр Пансаду. Тот узнает в нём чекиста, но Азнавур говорит, что "дед его прадеда" служил у Тамерлана. Азнавур убеждает Пансада отпустить двух узников и бежать от эмира, дни которого сочтены. Один из узников Камал, а другой Махмуд Буди, оказавшийся тайным агентом эмира. Камал получает задание от антиэмирского подполья доставить письмо товарищу Ленину. Полковник Красовский дает задание Махмуду Буди перехватить письмо, а Камала и Худояра Пансада убить как изменников. Махмуд Буди частично выполняет задание, но Камал одерживает над ним верх и сбрасывает с поезда, идущего в Ташкент.
Эмир и полковник Красовский играют в бильярд во дворце, рассуждая о причинах гибели Российской империи. Эмир обращает внимание, что при всем остается генералом русской армии. В Бухарском эмирате зреет народное восстание под руководством Мирзо Рахматулло. Но командарм Фрунзе обращается к вождям восстания повременить с наступлением на Бухару и во избежание потерь эмиру предъявляется ультиматум. Среди парламентеров оказываются Азнавур и Камал, который теперь убежден в необходимости союза с Россией. Эмир отклоняет ультиматум, а парламентеров приказывает расстрелять. Начинается Бухарская операция. Эмир приказывает пустить вперед женщин и детей, но аэропланы Красной Армии приводят сарбазов в бегство. Видя мощь Красной Армии и слабость своих сторонников "черный консул" оставить Бухару. Махмуд Буди назначен наместником города, но у него нет никаких ресурсов. Его переполняет отчаяние, которое переходит в ненависть ко всему. Здесь, во дворе пустой мечети захваченного города, одноглазого Махмуда Буди находят красноармейцы. Командир Трофимов говорит, что Бог на их стороне.  
Фрунзе телеграфирует в Москву о падении Бухары.

## В ролях
- Шукур Бурханов — Азнавур-палван (дублирует Михаил Кузнецов)
- Шухрат Иргашев — Камал Убайдулла (дублирует Вячеслав Тихонов)
- Роман Хомятов — М. В. Фрунзе
- Закир Мухамеджанов — Мирзо Рахматулло (дублирует Алексей Алексеев)
- Юрий Дедович — Иван Трофимов
- Владислав Ковальков — Красовский, полковник (дублирует Александр Белявский)
- Якуб Ахмедов — Сеид Алим-хан, эмир Бухары (дублирует Вячеслав Шалевич)
- Хамза Умаров — Махмуд Буди, агент эмира (дублирует Владимир Балашов)
- Аббас Бакиров — Худояр Пансад, начальник тайной полиции эмира (дублирует Яков Беленький)
- Борислав Брондуков — красноармеец Брондуков
- Вахаб Абдуллаев — эпизод
- Алексей Розанцев — начальник штаба войск эмира
- Ульмас Алиходжаев — младобухарец
- Евгений Сегеди — эпизод
- Туган Режаметов — Мирза, младобухарец
- Улугбек Абдуллаев — эпизод
- Шерали Пулатов — эпизод
- Рауф Балтаев — эпизод
- Виталий Леонов — Бородеев, красноармеец «Бородулин» (нет в титрах)
- Федор Котельников — красноармеец (нет в титрах)

## Съёмочная группа
- Режиссёр-постановщик: Камиль Ярматов
- Автор сценария: Михаил Мелкумов, Камиль Ярматов
- Оператор: Мирон Пенсон
- Второй оператор: Э. Агзамов
- Художник-постановщик: Евгений Пушин
- Режиссёр: Э. Хачатуров
- Композитор: Икрам Акбаров
- Звукооператор: Д. Ахмедов
- Художник по гриму: Е. Гаспарян
- Художник по костюмам: Р. Сулейманов
- Художник-декоратор: Э. Аванесов
- Мастер-пиротехник: Ф. Тюменев
- Монтажёр: М. Макарова
- Комбинированные съёмки: М. Пономарёв, Х. Рашитов
- Ассистент режиссёра: С. Шамшаров
- Редактор: К. Димова
- Военный консультант: С. Белоножко
- Оркестр Главного управления Госкомитета по кинематографии СССР
- Дирижёр: Д. Штильман
- Директор фильма: Ю. Рашрагович

Количество зрителей в СССР составило 19 700 000.